# Discografia di Mia Martini
La discografia di Mia Martini comprende un primo periodo, dal 1963 fino al 1969, nel quale l'artista incide alcuni singoli con il suo vero nome (Mimì Bertè, per l'appunto), mentre dal 1971 al 1994 pubblica come Mia Martini 17 album ufficiali, di cui 15 registrati in studio, 2 dal vivo.
Nel corso della sua carriera ha interpretato anche brani in napoletano, veneto, calabrese, romanesco, inglese, francese, spagnolo, portoghese, tedesco e greco. Collaborò con alcuni tra i maggiori nomi del panorama musicale italiano. Per lei hanno scritto, tra gli altri, Biagio Antonacci, Claudio Baglioni, Dodi Battaglia, Gianni Bella, Alberto Salerno, Dario Baldan Bembo, Giancarlo Bigazzi, Franco Califano, Mimmo Cavallo, Riccardo Cocciante, Giovanni Conte, Paolo Conte, Ivano Fossati, Enzo Gragnaniello, Bruno Lauzi, Mango, Amedeo Minghi, Mariella Nava, Mauro Pagani, Maurizio Piccoli, Mogol, Stefano Rosso, Enrico Ruggeri, Shel Shapiro, Umberto Tozzi, Antonello Venditti e Carla Vistarini.
Fra le moltissime raccolte pubblicate, solamente tre sono da considerarsi ufficiali.
La discografia viene suddivisa in "discografia italiana" e "discografia estera". Inoltre comprende le massime posizioni raggiunte dall'artista nelle classifiche italiane.
Con circa 20 milioni di dischi venduti è tra gli artisti con maggiori vendite in Italia, ha ottenuto dodici dischi d'oro e uno di platino;
il suo 45 giri più venduto è Minuetto, mentre il 33 giri più venduto è Il giorno dopo, entrambi del 1973.

## Album in studio
| Data di uscita | Titolo                                                     | Etichetta                    | Formato         | Classifica ITA |
| -------------- | ---------------------------------------------------------- | ---------------------------- | --------------- | -------------- |
| 1971           | Oltre la collina                                           | (RCA Italiana, PSL 10516)    | LP, CD, digital | 30             |
| 1972           | Nel mondo, una cosa                                        | (Ricordi, SMRL 6101)         | LP, CD, digital | 6              |
| 1973           | Il giorno dopo                                             | (Ricordi, SMRL 6114)         | LP, CD, digital | 4              |
| 1974           | È proprio come vivere                                      | (Ricordi, SMRL 6126)         | LP, CD, digital | 6              |
| 1975           | Sensi e controsensi                                        | (Ricordi, SMRL 6154)         | LP, CD, digital | 15             |
| 1975           | Un altro giorno con me                                     | (Ricordi, SMRL 6174)         | LP, CD, digital | 12             |
| 1976           | Che vuoi che sia... se t'ho aspettato tanto                | (Come Il Vento, ZSCVE 55745) | LP, CD, digital | 17             |
| 1977           | Per amarti                                                 | (Come il Vento, ZPLC 34026)  | LP, CD, digital | 27             |
| 1978           | Danza                                                      | (WEA, T 56610)               | LP, CD, digital | 35             |
| 1981           | Mimì                                                       | (DDD, ZPLDR 34139)           | LP, CD, digital | 20             |
| 1982           | Quante volte... ho contato le stelle                       | (DDD, 25108)                 | LP, CD, digital | 40             |
| 1983           | Miei compagni di viaggio                                   | (DDD, 25613)                 | LP, CD, digital | -              |
| 1989           | Martini Mia...                                             | (Fonit Cetra, TLPX 219)      | LP, CD, digital | 10             |
| 1990           | La mia razza                                               | (Fonit Cetra, TLPX 248)      | LP, CD, digital | 14             |
| 1991           | Mia Martini in concerto (da un'idea di Maurizio Giammarco) | (Fonit Cetra, TLPX 294)      | LP, CD, digital | 82             |
| 1992           | Lacrime                                                    | (Fonit Cetra, TLPX 306)      | LP, CD, digital | 7              |
| 1994           | La musica che mi gira intorno                              | (RTI, 1070-2)                | LP, CD, digital | 43             |

## Raccolte
| Data di uscita | Titolo                              | Etichetta              | Formato         | Classifica ITA |
| -------------- | ----------------------------------- | ---------------------- | --------------- | -------------- |
| 1984           | Il meglio di Mia Martini            | (DDD)                  | LP, CD, digital | -              |
| 1991           | Mi basta solo che sia un amore      | (Fonit Cetra, LPX 272) | LP, CD, digital | 13             |
| 1992           | Rapsodia - Il meglio di Mia Martini | (Fonit Cetra, CDL 329) | LP, CD, digital | 28             |
| 1992           | I grandi successi (Mia Martini)     | (RCA italiana)         |                 | -              |

## Singoli
| Data di uscita | Titolo                                                         | Etichetta                               | Classifica | Album di provenienza                        |
| -------------- | -------------------------------------------------------------- | --------------------------------------- | ---------- | ------------------------------------------- |
| 1963           | I miei baci non puoi scordare/Lontani dal resto del mondo      | (CAR Juke Box, JN 2273)                 | -          | Brani pubblicati solo su 45 giri            |
| 1963           | Insieme/Let me tell you                                        | (CAR Juke Box, JN 2279)                 | -          | Brani pubblicati solo su 45 giri            |
| 1964           | Il magone/Se mi gira l'elica                                   | (CAR Juke Box, JN 2281)                 | -          | Brani pubblicati solo su 45 giri            |
| 1964           | Ed ora che abbiamo litigato/Non pentirti dopo                  | (CAR Juke Box, JN 2307)                 | -          | Brani pubblicati solo su 45 giri            |
| 1965           | Come puoi farlo tu (non lasciarmi)/Il magone                   | (CAR Juke Box, JN 2317)                 | -          | Brani pubblicati solo su 45 giri            |
| 1966           | Non sarà tardi/Quattro settimane                               | (Durium, QCA 361)                       | -          | Brani pubblicati solo su 45 giri            |
| 1969           | Coriandoli spenti/L'argomento dell'amore                       | (Esse Records ESN 1512)                 | -          | Brani pubblicati solo su 45 giri            |
| 1971           | Padre davvero.../Amore... amore... un corno!                   | (RCA Italiana PM 3589)                  | -          | Oltre la collina                            |
| 1971           | Gesù è mio fratello/Lacrime di marzo                           | (RCA Italiana PM 3622)                  | -          | Oltre la collina                            |
| 1972           | Credo/Ossessioni                                               | (RCA Italiana PM 3670)                  | -          | -                                           |
| 1972           | Piccolo uomo/Madre                                             | (Ricordi SRL 10.669)                    | 4          | Nel mondo, una cosa                         |
| 1972           | Donna sola/Questo amore vero                                   | (Ricordi SRL 10.681)                    | 1          | Nel mondo, una cosa                         |
| 1973           | Minuetto/Tu sei così                                           | (Ricordi SRL 10.694)                    | 1          | Il giorno dopo                              |
| 1974           | Inno/...e stelle stan piovendo                                 | (Ricordi SRL 10.730)                    | 9          | È proprio come vivere                       |
| 1975           | Al mondo/Principessa di turno                                  | (Ricordi SRL 10.747)                    | 10         | Sensi e controsensi                         |
| 1975           | Donna con te/Tutti uguali                                      | (Ricordi SRL 10.763)                    | 24         | -                                           |
| 1976           | L'amore è il mio orizzonte/Sabato                              | (Ricordi SRL 10.797)                    | -          | Un altro giorno con me                      |
| 1976           | Che vuoi che sia...se t'ho aspettato tanto/Io donna io persona | (Come Il Vento ZCVE 50425)              | 27         | Che vuoi che sia... se t'ho aspettato tanto |
| 1977           | Libera/Sognare è vita                                          | (Come Il Vento ZCVE 50425)              | 36         | -                                           |
| 1977           | Per amarti/Se finisse qui                                      | (Come Il Vento ZBC 7035)                | 40         | Per amarti                                  |
| 1978           | Vola/Dimmi                                                     | (Warner T 17207)                        | -          | Danza                                       |
| 1979           | Danza/Canto alla luna                                          | (Warner T 17325)                        | -          | Danza                                       |
| 1981           | Ti regalo un sorriso/Ancora grande                             | (DDD ZBDR 7208)                         | 17         | Mimì                                        |
| 1981           | E ancora canto...                                              | (DDD ZBDR 7236)                         | -          | Mimì                                        |
| 1982           | E non finisce mica il cielo/Voglio te                          | (DDD ZBDR 7250)                         | 7          | -                                           |
| 1982           | Quante volte/Solo noi                                          | (DDD A 2819)                            | 11         | Quante volte... ho contato le stelle        |
| 1982           | Bambolina                                                      | (DDD A 3486)                            | -          | Quante volte... ho contato le stelle        |
| 1985           | Spaccami il cuore                                              | (DDD A 6030)                            | -          | -                                           |
| 1989           | Almeno tu nell'universo/Spegni la testa                        | (Fonit Cetra SP 1871)                   | 6          | Martini Mia...                              |
| 1989           | Donna                                                          | (Fonit Cetra SP 1879, solo promo)       | -          | Martini Mia...                              |
| 1990           | La nevicata del '56/Danza pagana                               | (Fonit Cetra SP 1886)                   | 8          | La mia razza                                |
| 1992           | Gli uomini non cambiano                                        | (Fonit Cetra SP 1916, solo promo)       | 16         | Lacrime                                     |
| 1992           | Rapsodia                                                       | (Eurostar – 398 1082 5, Maxi Single CD) | -          | Rapsodia - Il meglio di Mia Martini         |
| 1992           | Cu' mme (con Roberto Murolo ed Enzo Gragnaniello)              | (CGD YD 770, solo promo)                | -          | Ottantavoglia di cantare                    |
| 1993           | Stiamo come stiamo/Dormitorio pubblico (con Loredana Bertè)    | (Columbia COL 659007 1)                 | -          | Ufficialmente dispersi                      |
| 1998           | E la vita racconta                                             | (Farita – SAMPCS 6001, CD single)       | -          | -                                           |

## Raccolte pubblicate postume
| Anno | Raccolta                     | Etichetta    | Classifica FIMI |
| ---- | ---------------------------- | ------------ | --------------- |
| 1996 | 1996                         | RTI Music    | 6               |
| 1999 | I miti musica                | BMG Ricordi  |                 |
| 2003 | Canzoni segrete              | BMG Ricordi  | 15              |
| 2004 | E parlo ancora di te         | Warner       | 21              |
| 2005 | La neve, il cielo, l'immenso | RCA/Sony BMG | 22              |
| 2006 | I colori del mio universo    | Sony BMG     | 59              |
| 2009 | Il meglio di Mia Martini     | Edel Music   | 46              |
| 2010 | Domani                       | Edel Music   | 86              |

## Album video
| Anno | DVD                     | Classifica FIMI |
| ---- | ----------------------- | --------------- |
| 1992 | Mia Martini             |                 |
| 2005 | E ancora canto          |                 |
| 2007 | Liberamente Mia         | 2               |
| 2007 | Mia Martini live @ RTSI | 8               |

## Collaborazioni

### Partecipazioni discografiche
- 1970 - Per un pugno di samba di Chico Buarque: presente nei cori dell'album insieme alla sorella Loredana Bertè;
- 1972 - Megalopolis di Herbert Pagani: presente nei cori dell'album;
- 1974 - Samba do Brasil di Artisti Vari: prima corista nei brani di Jorge Ben Jor, Toquinho, Vinícius de Moraes, Jobim, Carole King;
- 1975 - Uomo mio, bambino mio di Ornella Vanoni: registra i cori;
- 1976 - Canzoni venete di Sergio Endrigo: duetta nei brani O dona lombarda e Cecilia;
- 1977 - T.I.R. di Loredana Bertè: partecipa ai cori dell'album
- 1977 - Fiabe di Loredana Bertè: nei cori della canzone Fiabe
- 1977 - La casa del serpente di Ivano Fossati: duetta in Anna di primavera;
- 1978 - Porca società (Colonna Sonora) di Pippo Caruso: canta la canzone-colonna sonora del film Tu no;
- 1978 - Filobus di Mario Lavezzi: partecipa ai cori dell'album insieme a Loredana Bertè;
- 1980 - Siamo meridionali di Mimmo Cavallo: partecipa all'incisione di Ninetta e nel coro di Lupo, lupo, lupo;
- 1982 - Stancami stancami musica di Mimmo Cavallo: duetta in Tutto quello che farai;
- 1982 - Non sono una signora di Loredana Bertè: incide il controcanto;
- 1982 - Traslocando di Loredana Bertè: nei cori dell'album;
- 1983 - Il mare d'inverno di Loredana Bertè: partecipa come voce guida;
- 1984 - Terra promessa di Eros Ramazzotti: partecipa ai cori;
- 1989 - Per te Armenia di artisti vari: nel coro con altri artisti (e una piccola parte solista);
- 1989 - Club Tenco di artisti vari: album live in cui Mia Martini, canta Almeno tu nell'universo e Donna;
- 1990 - Fujente di Enzo Gragnaniello: duetta nel brano Rosè;
- 1990 - Oltre di Claudio Baglioni: duetta nel brano Stelle di stelle;
- 1990 - Ci ritorni in mente (Dedicato a Lucio Battisti) di artisti vari: Mia Martini canta Pensieri e parole accompagnata al sax da Maurizio Giammarco.
- 1992 - Ottantavogliadicantare di Roberto Murolo: duetta nei brani Cu'mme e 'O marinariello;
- 1992 - Veleno, mare e ammore di Enzo Gragnaniello: duetta nel brano Mondi blu e nel coro di Smog & stress con Loredana Bertè e Renzo Arbore;
- 1993 - Ufficialmente dispersi di Loredana Bertè: duetta nel brano Stiamo come stiamo insieme a Loredana Bertè.
- 1993 - SuperSanremo '93 di artisti vari: Stiamo come stiamo è presente in una versione differente rispetto all'album Ufficialmente dispersi.
- 1993 - L'Italia è bbella di Roberto Murolo: duetta nei brani Vieneme anche con Gragnaniello, e in Te voglio bene assaje solo con Murolo;
- 1994 - Bertex - Ingresso Libero di Loredana Bertè: duetta nel brano Stiamo come stiamo insieme alla sorella Loredana Bertè;
- 1994 - Viva Napoli di artisti vari: Mia Martini canta Luna rossa.

### Altre collaborazioni
- 1969/1970 - veniva accompagnata durante i suoi concerti dal pianista romano Toto Torquati;
- 1971 - era accompagnata durante i concerti dal gruppo La Macchina;
- 1974 - partecipò ad una trasmissione radiofonica chiamata "Ciao Domenica", in cui recitava e cantava affiancata dal cantante Peppino Gagliardi;
- 1974/1975 - si faceva accompagnare nelle tournée dal gruppo Expo 80;
- 1975 - duettò al Sistina con Jorge Ben;
- 1976 - subito dopo la realizzazione dell'album Che vuoi che sia...se t'ho aspettato tanto, si faceva accompagnare nei concerti dal gruppo Libra;
- 1976 - insieme ad Adriano Pappalardo e Schola Cantorum prese parte ad uno spettacolo teatrale chiamato Trio;
- 1977 - per la registrazione del singolo Libera si avvalse del gruppo dei Pandemonium;
- 1977/1978 - con Charles Aznavour prese parte ad una tournée che si concluse nel gennaio del 1978 all'Olympia di Parigi; tra i musicisti che l'accompagnò si segnala il pianista Angelo Pocho Gatti, che arrangiò all'inizio della carriera di Mia Martini il brano Il magone;
- 1977/1982 - durante i suoi concerti, in questo periodo fu accompagnata da due famose coriste, Aida Cooper e Rossana Casale;
- 1983 - fu accompagnata nei concerti dal chitarrista Mauro Culotta;
- 1985 - tra i tanti musicisti che la accompagnarono durante il periodo buio si ricorda il pianista Sonny Taylor;
- 1991 - durante l'estate fu accompagnata in una tournée jazz dal sassofonista Maurizio Giammarco;
- 1991/1993 - in questo periodo spesse volte duettò in concerti, in teatro e in televisione con Roberto Murolo e Enzo Gragnaniello; tutti e tre in queste occasioni furono accompagnati da vari musicisti napoletani come Tony Cercola e Rino Zurzolo;
- 1991/1994 - fu accompagnata spesse volte durante i concerti dal pianista jazz Arrigo Cappelletti;
- 1992 - durante la tournée teatrale Per aspera ad astra e quella estiva ospitò il musicista Giancarlo Parisi;
- 1995 - nell'ultima tournée con il cantautore Mimmo Cavallo si faceva accompagnare, tra gli altri, anche dal pianista Mario Rosini

Altri musicisti, coristi, arrangiatori e direttori d'orchestra che hanno collaborato con lei, sono indicati nelle schede relative a ogni singolo album.

## Cover

### Incisioni discografiche
- Stop, I don't wanna hear it anymore (Melanie Safka) - tradotta in italiano con il titolo Prigioniero - dall'album Oltre la collina (1971)
- Into white (Cat Stevens) - tradotta in italiano con il titolo Nel rosa -dall'album Oltre la collina (1971)
- Taking off (Nina Hart) - tradotta in italiano con il titolo Ossessioni - dall'album Oltre la collina (1971)
- The lion sleeps tonight (Weiss-Peretti-Creatore) - dall'album Oltre la collina (1971)
- Tous les amants sont des marins (Matalon) - tradotta in italiano con il titolo La vergine e il mare - dall'album Oltre la collina (1971)
- Au voleur (Matalon) - tradotta in italiano con il titolo Testamento - dall'album Oltre la collina (1971)
- Mother (John Lennon) - tradotta in italiano con il titolo Madre - dall'album Nel mondo una cosa (1972)
- Valsinha (Vinícius de Moraes-Chico Buarque De Hollanda) - dagli album Nel mondo una cosa (1972) e Miei compagni di viaggio (1983)
- Border Song (Elton John) - tradotta in italiano con il titolo Io straniera - dall'album Nel mondo una cosa (1972)
- Sing a Song (Wright) - tradotta in italiano con il titolo Il tuo cuore di neve - dall'album Nel mondo una cosa (1972)
- Your Song (Elton John) - tradotta in italiano con il titolo Picnic - dall'album Il giorno dopo (1973)
- Senora (Joan Manuel Serrat) - tradotta in italiano con il titolo Signora - dagli album Il giorno dopo (1973) e Miei compagni di viaggio (1983)
- Ai, quem me dera (Vinícius de Moraes) - tradotta in italiano con il titolo Volesse il cielo - dall'album Sensi e controsensi (1975)
- Une femme avec toi (Nicole Croisille) - tradotta in italiano con il titolo Donna con te - singolo Donna con te/Tutti uguali (1975)
- Dancin in a saturday night (Blue - Seymandi) - tradotta in italiano con il titolo Sabato - dall'album Un altro giorno con me (1975)
- Milho verde (Gilberto Gil) - dall'album Un altro giorno con me (1975)
- Give a little bit (Davies - Hodgson) - tradotta in italiano con il titolo Se finisse qui - dall'album Per amarti (1977)
- When I need you (Albert Hammond) - tradotta in italiano con il titolo Se ti voglio - dall'album Per amarti (1977)
- Somebody to love (Queen) - tradotta in italiano con il titolo Un uomo per me - dall'album Per amarti (1977)
- Shadow dance (Harvey - Fontana) - dall'album Per amarti (1977)
- Dreaming (Ellis)- tradotta in italiano con il titolo Dimmi - singolo Vola/Dimmi (1978)
- Il pescatore (Fabrizio De André) - dall'album Miei compagni di viaggio (1983)
- Alice (Francesco De Gregori) - dall'album Miei compagni di viaggio (1983)
- Roda viva (Chico Buarque De Hollanda)- tradotta in italiano con il titolo Rotativa - dall'album Miei compagni di viaggio (1983)
- Vedrai vedrai (Luigi Tenco) - dall'album Miei compagni di viaggio (1983)
- Suzanne (Leonard Cohen) - dall'album Miei compagni di viaggio (1983)
- Un giorno dopo l'altro (Luigi Tenco) - dall'album Miei compagni di viaggio (1983)
- Wuthering heights (Kate Bush) - tradotta in italiano con il titolo Cime tempestose - dall'album Miei compagni di viaggio (1983)
- Big yellow taxi (Joni Mitchell) - tradotta in italiano con il titolo Taxi giallo - dall'album Miei compagni di viaggio (1983)
- Little wing (Jimi Hendrix) - tradotta in italiano con il titolo Le ali della mente - dall'album Miei compagni di viaggio (1983)
- Guilty (Randy Newman) - dall'album Miei compagni di viaggio (1983)
- Imagine (John Lennon) - dall'album Miei compagni di viaggio (1983)
- Agora falado serio (Chico Buarque De Hollanda) - tradotta in italiano con il titolo Ed ora dico sul serio - dall'album Miei compagni di viaggio (1983)
- Chica chica bum (Gordon - Warren) - dall'album La mia razza (1990)
- On rêve on rêve (Georges Chelon) tradotta in italiano come Scrupoli - dall'album Mi basta solo che sia un amore (1991)
- Pensieri e parole (Lucio Battisti) - dall'album In concerto (da un'idea di Maurizio Giammarco) (1991)
- Nel sole nel vento (Lucio Battisti) - dall'album In concerto (da un'idea di Maurizio Giammarco) (1991)
- Come together (The Beatles) - dall'album In concerto (da un'idea di Maurizio Giammarco) (1991)
- This Masquerade (Leon Russell) - dall'album In concerto (da un'idea di Maurizio Giammarco) (1991)
- Love for sale (Cole Porter) - dall'album In concerto (da un'idea di Maurizio Giammarco) (1991)
- Gente distratta (Pino Daniele) - dall'album In concerto (da un'idea di Maurizio Giammarco) (1991)
- G. Pleasure (Maurizio Gianmarco) - dall'album In concerto (da un'idea di Maurizio Giammarco) (1991)
- Animali diurni (Maurizio Gianmarco) - dall'album In concerto (da un'idea di Maurizio Giammarco) (1991)
- Estate (Bruno Martino) - dall'album In concerto (da un'idea di Maurizio Giammarco) (1991)
- O' marenariello - dall'album Ottantavogliadicantare (1992) di Roberto Murolo
- Te voglio bene assaie - dall'album L'Italia è bella (1993) di Roberto Murolo
- Luna rossa (De Crescenzo - Vian) - live dall'album Viva Napoli (1994)
- La musica che gira intorno (Ivano Fossati) - dall'album La musica che mi gira intorno (1994)
- I treni a vapore (Ivano Fossati) - dall'album La musica che mi gira intorno (1994)
- La canzone popolare (Ivano Fossati) - dall'album La musica che mi gira intorno (1994)
- Diamante (Zucchero Fornaciari) - dall'album La musica che mi gira intorno (1994)
- Fiume Sand Creek (Fabrizio De André) - dall'album La musica che mi gira intorno (1994)
- Hotel Supramonte (Fabrizio De André) - dall'album La musica che mi gira intorno (1994)
- Mimì sarà (Francesco De Gregori) - dall'album La musica che mi gira intorno (1994)
- Stella di mare (Lucio Dalla) - dall'album La musica che mi gira intorno (1994)
- Tutto sbagliato baby (Eugenio Bennato - Edoardo Bennato) - dall'album La musica che mi gira intorno (1994)
- Dillo alla luna (Vasco Rossi) - dall'album La musica che mi gira intorno (1994)
- La donna cannone (Francesco De Gregori) - dall'album Semplicemente Mimì (1998) e Altro che cielo (2010)
- Reginella (Libero Bovio - Gaetano Lama) - dall'albumb Live 2007 - Il concerto (2007)
- Emozioni (Mogol - Lucio Battisti) - dall'album Live 2007 - Il concerto (2007)
- It's money that I love (Randy Newman) - dall'album Altro che cielo (2010)
- Proud Mary (J. Fogerty) - dall'album Altro che cielo (2010)
- Confusione (Mogol - Lucio Battisti) - dall'album Altro che cielo (2010)
- Chi tene 'o mare (Pino Daniele) - dall'album Altro che cielo (2010)
- Il mare (Pino Daniele) - dall'album Altro che cielo (2010)
- I vecchi (Claudio Baglioni) - dall'album Altro che cielo (2010)

### Esecuzioni dal vivo in programmi radiofonici e televisivi
- Ooh poo pah doo (Jessie Hill) - da Cantagiro (1971)
- Let the sunshine in e Proud Mary con Lucio Battisti, Bruno Lauzi, Edoardo Bennato, Adriano Pappalardo ed altri - da Tutti insieme (1971)
- Avec le temps (Léo Ferré - Jacques Brel) - da Cantagiro (1972)
- Breve amore (Mina) - da E l'orchestra racconta (1974)
- Aritornelli antichi - da Mia (1974) - con Gabriella Ferri
- Stornello dell'estate - da Mia (1974) - con Gabriella Ferri
- Alle porte del sole (Gigliola Cinquetti) - da Compagnia stabile della canzone (1975)
- Quando finisce un amore (Riccardo Cocciante) - da Compagnia stabile della canzone (1975)
- Il primo sogno proibito (Gianni Nazzaro) - da Compagnia stabile della canzone (1975)
- Sassi (Gino Paoli) - da Compagnia stabile della canzone (1975)
- Mon homme (Édith Piaf) - da Compagnia stabile della canzone (1975)
- Te possino da' tante cortellate (Gabriella Ferri) - da Montecatini Follies (1977) - con Loredana Bertè
- Arrivederci (Umberto Bindi) - da Fantastico (1979)
- Nun è peccato (Peppino di Capri) - da Fantastico (1979)
- Il mondo (Jimmy Fontana) - da Gran Prix Italia (1989)
- Vincenzina e la fabbrica (Enzo Jannacci) - da Sanremo in the world (1989)
- Io e te (Enzo Jannacci) - da 30 anni senza andare fuori tempo (1989)
- La Vie en rose (Édith Piaf)  - da Europa Europa (1990)
- Poster (Claudio Baglioni) - da Europa Europa (1990)
- Tammurriata nera - da Alta classe - Voglio vivere così (1992)
- Caruso (Lucio Dalla) - da Tombola radiotelevisiva (1992) - con Renzo Arbore e Mireille Mathieu
- L'uva fogarina - da Tombola radiotelevisiva (1992) - con Renzo Arbore
- Ne me quitte pas (Jacques Brel) - da San Remo Jazz (1993)
- Anna verrà (Pino Daniele) - da San Remo Jazz (1993)
- Ancora (Eduardo De Crescenzo) - da Papaveri e papere (1995)
- Come saprei (Giorgia) - da Papapveri e papere (1995)
- E poi (Giorgia) - da Papaveri e papere (1995)
- Vacanze romane (Matia Bazar) - da Papaveri e papere (1995)
- E se domani (Mina) - da Papaveri e papere (1995)
- Cinque giorni (Michele Zarrillo) - da Papaveri e papere (1995)
- Maledetta primavera (Loretta Goggi) - da Papaveri e papere (1995)
- Eternità (Ornella Vanoni) - da Papaveri e papere (1995)
- La notte dell'addio (Iva Zanicchi) - da Papaveri e papere (1995)
- La voce del silenzio (Mina, Dionne Warwick) - da Papaveri e papere (1995)

## Cantautori, parolieri e compositori che hanno scritto per Mia Martini
- Luigia Inelda Binacchi: testi di I miei baci non puoi scordare, Lontani dal resto del mondo, Se mi gira l'elica e Solai.
- Alberto De Simone: testo di Lontani dal resto del mondo.
- Giorgio Calabrese: testi di Insieme, Samba di una nota (inedito), Per sempre resterò con te (inedito), Soli ad amarci (inedito).
- Carlo Alberto Rossi: musiche di Come puoi farlo tu, Ombrello blu (inedito), Mi dicono (inedito), Evviva il surf (inedito), Per sempre resterò con te (inedito), Soli ad amarci.
- Biri: testo di Ombrello blu (inedito).
- Rino Icardi: musica di Il magone.
- Gianluigi Guarnieri: musiche di Il magone e Solai (inedito).
- Walter Bologna: musica di Se mi gira l'elica.
- Vito Pallavicini: testi di Non pentirti dopo e Donna con te.
- Maria Danese: musica di Mi dicono (inedito).
- Gian Pieretti: testo di Ed ora che abbiato litigato.
- Alberto Testa: testo di Non sarà tardi
- Alberto Costantini: musica di Coriandoli spenti (inedito).
- Antonello De Sanctis: testi di Tesoro, ma è vero, Padre davvero, Ossessioni, La vergine e il mare, Donna fatta donna, Col tempo imparerò (inedito).
- Piero Pintucci: musiche di Tesoro, ma è vero, Padre davvero, Così sia (inedito), Cosa c'è di strano.
- Claudio Baglioni: testi di Oltre la collina, Lacrime di marzo, Testamento, Amore...amore...un corno, Stelle di stelle. Musiche di Oltre la collina, Lacrime di marzo, Gesù è mio fratello, Amore...amore...un corno, Stelle di stelle.
- Antonio Coggio: musiche di Lacrime di marzo, Gesù è mio fratello, Amore...amore...un corno, Oltre la collina.
- Claudio Mattone: musica di Credo.
- Franco Migliacci: testo di Credo.
- Lorena Bernini: testo di Cosa c'è di strano, Così sia (inedito).
- Bruno Zambrini: musica di L'amore viene, l'amore va (inedito).
- Luigi Romanelli: musica di E l'amore viene, l'amore va (inedito).
- Gianni Meccia: testo di E l'amore viene, l'amore va (inedito).
- Cesare Gigli: testo di E l'amore viene, l'amore va (inedito).
- Luigi Albertelli: testi di Amanti, La nave, Donna sola, Questo amore vero, Dimmelo tu, Tu sei così, Domani, Il viaggio, Alba, Gentile se vuoi, Al mondo, Tutti uguali, Nevicate, Piano pianissimo, Controsensi, Padrone, Notturno, Amica, Questi miei pensieri, Sabato, Un altro giorno con me, Tenero e forte, Libera, Aiutami (inedito), Che settimana (inedito), Eppure stiamo insieme (inedito), Io ti (inedito), Salvami (inedito).
- Dario Baldan Bembo: musiche di Donna sola, La nave, Piccolo uomo, Un uomo in più, Bolero, Minuetto, Inno, Agapimu, Un'età, Luna bianca, Che vuoi che sia...se t'ho aspettato tanto, A poco a poco (inedito), Canto universale (inedito).
- Leo Ricchi: testi di Piccolo uomo, Bolero, Luna bianca.
- Sergio Bardotti: testi di Valsinha, Volesse il cielo, Rotativa, Ed ora dico sul serio, Tu no, Mondo nuovo (inedito).
- Maurizio Fabrizio: musiche di Amanti, Dove il cielo va a finire, Il viaggio, Ritratti della mia incoscienza, Controsensi, Questi miei pensieri, Per amarti, Innamorata di me, Canto malinconico, Almeno tu nell'universo, Il colore tuo, La sola verità, Un altro atlantico, testo e musica di Notturno, In una notte così (inedito), Che settimana (inedito), Io andrò (inedito), Io ti (inedito), Stavolta è proprio no (inedito).
- Salvatore Fabrizio: testi di Dove il cielo va a finire, Questi miei pensieri, Processione (inedito); musica di Libera.
- Bruno Lauzi: testi di Prigioniero, Donna sola, Neve bianca, Piccolo uomo, Mi piace, Occhi tristi, Per amarti, Innamorata di me, Canto malinconico, Almeno tu nell'universo, Il colore tuo.
- Maurizio Piccoli: Tu che sei sempre tu (testo e musica), Il tuo cuore di neve (testo), Io straniera (testo), Bolero (testo), Il guerriero (musica), La discoteca (testo e musica), La malattia (testo e musica), Inno (testo), E stelle stan piovendo (testo e musica), Luna bianca (testo), Principessa di turno (testo), Io ti ringrazio (musica), Le dolci colline del viso (testo e musica), Malgrado ciò (testo e musica), Come artisti (testo e musica), Solo noi (testo e musica), Scrupoli (testo), Uomini farfalla (testo e musica), Stiamo come stiamo (testo e musica), Altissimo verissimo (testo-inedito), Bene (testo e musica-inedito), Grande più di lei (testo-inedito), L'ultimo ballo (testo e musica-inedito), Signorina (testo e musica-inedito), Ma come sto (testo e musica-inedito), Meglio sì, meglio se (testo-inedito), Un'età (testo), Picnic (Your Song - testo).
- La Bionda: testi di Un uomo in più e Piccolo uomo, musiche di Neve bianca, Mi piace, Gentile se vuoi, Amica, Suite per un'anima (inedito).
- Massimo Guantini: musiche di Questo amore vero, Dimmelo tu, Tu sei così, Alba, Notturno, Eppure stiamo insieme (inedito), Grande più di lei (inedito), Meglio sì, meglio se (inedito).
- Antonello Venditti: musica di Ma quale amore; testo e musica di Ruba (inedito).
- Franco Califano: testi di Il guerriero, Minuetto, La nevicata del '56.
- Franca Evangelisti: testi di Ma quale amore, Padrone, Formalità, Amori.
- Paolo Limiti: testo di Signora.
- Gianni Conte: musica di Agapimu.
- Maurizio Vandelli: testo di Un'età.
- Gene Colonnello: musica di Domani.
- Alberto Salerno: testo di Ritratti della mia incoscienza, Dire no (inedito).
- Pino Donaggio: musica di Altissimo verissimo (inedito).
- Enrico Riccardi: musica di Aitami (inedito).
- Damiano Dattoli: musiche di Al mondo, Piano pianissimo e Io ti ringrazio.
- Aldo Menti: musica di Occhi tristi.
- Bruno Tavernese: musiche di Tutti uguali, Principessa di turno e Tu uomo io donna.
- Massimo Cantini: musiche di Padrone, Sognare è vita, Ritratto di donna, Formalità, La nevicata del '56.
- Natale Massara: musiche di Nevicate, Sensi e Come artisti.
- Vito Tommaso: musica di Donna fatta donna.
- Sergio D'Ottavi: testo di Donna fatta donna.
- Maurizio Seymandi: testo di Sabato.
- Umberto Tozzi: testo di Io ti ringrazio.
- Andrea Lo Vecchio: testo di La porta socchiusa, Ancora (inedito).
- Roberto Soffici: musiche di La porta socchiusa, Tenero e forte.
- Cristiano Minellono: testi di La tua malizia, Se ti voglio, Io, domani io (inedito).
- Renato Brioschi: musica di La tua malizia, Io, domani io (inedito).
- Ernesto Massimo Verardi: musica di Un altro giorno con me.
- Oscar Rocchi: musica di Un altro giorno con me.
- Luigi Cappellotto: musica di Un altro giorno con me.
- Daiano: testi di Elegia, L'amore è il mio orizzonte.
- Ninni Carucci: musiche di Elegia, L'amore è il mio orizzonte, Io donna io persona.
- Umberto Napolitano: musica di Dire no (inedito).
- Gianfranco Manfredi: testo di Io donna, io persona.
- Memmo Foresi: musiche di In paradiso, Fiore di melograno, Noi due, Una come lei.
- Amedeo Minghi: musiche di Ma sono solo giorni, Io e la musica.
- Paolo Amerigo Cassella: testi di Che vuoi che sia...se t'ho aspettato tanto, Ma sono solo giorni, In paradiso, Fiore di melograno, Noi due, Una come lei.
- Stefano Rosso: testo e musica di Preghiera.
- Mango: musica di Se mi sfiori.
- Silvano D'Auria: testo di Se mi sfiori.
- Carla Vistarini: testi di Sognare è vita, Ritratto di donna, La nevicata del '56, S.O.S. verso il blu (inedito).
- Luigi Lopez: musiche di Sognare è vita, Ritratto di donna, La nevicata del '56, S.O.S. verso il blu (inedito).
- Ivano Fossati: testo di Se finisse qui; musiche e testi di Sentimento, Danza, C'è un uomo nel mare, La costruzione di un amore, Canto alla luna, E parlo ancora di te, Buonanotte dolce notte, Ci si muove, Di tanto amore, Vola, La luce sull'insegna della sera, E non finisce mica il cielo; musica di Vecchio sole di pietra.
- Riccardo Cocciante: musica di Da capo; testo e musica di L'equilibrista.
- Marco Luberti: testo di Da capo.
- Andy Surdi: musica di Io andrò (inedito).
- Pippo Caruso: musica di Tu no.
- Mimmo Cavallo: testi e muscihe di Guarirò, guarirò, Dio c'è, Danza pagana, Il mio oriente, Viva l'amore, Tutto quello che farai, Buio (inedito), E la vita racconta (testo-inedito).
- Dick Halligan: musica di Ancora grande.
- Roberto Zanaboni: musica di Il viaggio.
- Silvio Puzzolu: musica di Il viaggio.
- Shel Shapiro: musiche di Quante volte, Bambolina bambolina, Ancora (inedito).
- Mogol: testo di Nuova gente.
- Gianni Bella: musica di Nuova gente.
- Paolo Conte: testo e musica di Spaccami il cuore.
- Enzo Gragnaniello: testi e musiche di Donna, Statte vicino a me, Strade che non si inventeranno mai da sole, Stringi di più, Cercando il sole, Va a Marechiaro, Cu'mme, Scenne l'argiento, Vieneme, Mondi blu, Rose.
- Armando Trovajoli: musica di Amori.
- Fabrizio De André: testo di La mia razza (non accreditato).
- Giangilberto Monti: musica di La mia razza.
- Mauro Pagani: testo di La mia razza.
- Guido Morra: testi di La sola verità, In una notte così (inedito).
- Gaio Chiocchio: testo di Io e la musica.
- Enrico Ruggeri: testo di Domani più su.
- Dodi Battaglia: musica di Domani più su.
- Alberto Cheli: musica di Col tempo imparerò (inedito).
- Celso Valli: musica di Stelle di stelle.
- Mariella Nava: testo e musica di Le altre (inedito).
- Biagio Antonacci: testo e musica di Il fiume dei profumi.
- Giancarlo Bigazzi: testi di Gli uomini non cambiano, Rapsodia, Lacrime, Versilia, Fammi sentire bella (inedito).
- Marco Falagiani: musica di Gli uomini non cambiano.
- Giuseppe Dati: musiche di Gli uomini non cambiano, Rapsodia, Fammi sentire bella (inedito).
- Angelo Valsiglio: musica di Fammi sentire bella (inedito).
- Alessandro Baldinotti: testi di Versilia, Lacrime.
- Paolo Hollesh: musiche di Versilia, Lacrime.
- Loredana Bertè: testo di Stiamo come stiamo.
- Fio Zanotti: musica di E la vita racconta (inedito).
- Vincenzo Thoma: musica di E la vita racconta (inedito).
- Stefano Galante: testo di E la vita racconta (inedito).
- Fabrizio Berlincioni: testo di E la vita racconta (inedito).

## Direttori d'orchestra e arrangiatori
- Enzo Ceragioli
- Angel Pocho Gatti
- Luciano Zotti
- Puccio Roelens
- Piero Pintucci
- Ruggero Cini
- Tony Mimms
- Natale Massara
- Dario Baldan Bembo
- Gianfranco Lombardi
- Vito Tommaso
- Claudio Fabi
- Maurizio Fabrizio
- Luis Bacalov
- Ivano Fossati
- Danilo Vaona
- Pinuccio Pirazzoli
- Pippo Caruso
- Dick Halligan
- Romano Farinatti
- Roberto Zanaboni
- Shel Shapiro
- Mark Harris
- Carlo Siliotto
- Renato Serio
- Peppe Vessicchio
- Sandro Centofanti
- Enzo Gragnaniello
- Celso Valli
- Maurizio Giammarco
- Joe Amoruso
- Marco Falagiani
- Maurizio Tirelli
- Fabio Coppini
- Fio Zanotti
- Maurizio Bassi

## Registrazioni pubblicate postume
A partire dal 1996 ad oggi, sono stati pubblicati postumi i seguenti brani:
Come Mimì Bertè
- Evviva il surf
- Mi dicono
- La prima ragazza
- Samba di una nota
- Per sempre resterò con te
- Soli ad amarci
- Solai / Desafinado / Ombrello blu
- Le scintille
- L'argomento dell'amore
- Coriandoli spenti

Come Mia Martini
- S.O.S. verso il blu
- Col tempo imparerò
- E la vita racconta
- In una notte così
- Aiutami
- Ruba
- Io andrò
- Stavolta è proprio no
- Eppure stiamo insieme
- Salvami
- Domani
- Ancora
- Cosa c'è di strano
- A poco a poco
- Altissimo verissimo
- Mondo nuovo
- Dire no
- Processione
- We can work it out
- Libre comme une femme (versione francese di Libera)
- Auf der welt (versione tedesca di Piccolo uomo)
- L'ultimo ballo
- Bene
- Buio
- I' ve got a feeling
- No sugar tonight
- Funk 49
- Ein sam (versione tedesca di Donna sola)
- Questo amore vero (versione inedita)
- Che settimana
- Grande più di lei
- Così sia
- E l'amore va
- Suite per un'anima
- Meglio si, meglio se
- Ma come sto
- Io ti...
- Io, domani io
- Valsinha (versione inedita)
- Minuetto (versione inedita)
- Ritratti della mia incoscienza (versione inedita)
- L'amore è il mio orizzonte (versione inedita)
- Le altre
- Signorina
- Amore mio
- Fammi sentire bella

## Case discografiche
Elenco di tutte le case discografiche per cui ha inciso Mia Martini:
- Juke Box: dal 1963 al 1965;
- Durium: 1966;
- Esse Records: 1969;
- RCA Italiana: 1971;
- Ricordi: dal 1972 al 1976;
- Come il Vento: dal 1976 al 1977;
- Warner Bros.: dal 1978 al 1979;
- DDD: dal 1981 al 1985;
- Fonit Cetra: dal 1989 al 1992;
- Rti Music: dal 1994 al 1995.

## Colonne Sonore
- 1978: Porca società con Tu no.
- 2011: Almeno tu nell'universo con Almeno tu nell'universo

## Televisione

### Sigle
- 1989: con Donna - TMC
- 1989: con Amori - Mediaset
- 1991: con Scrupoli - Rai

### Pubblicità
- 1995: La musica che mi gira intorno;
- 2003: Almeno tu nell'universo